# 지현 (가수)
지현은 대한민국의 가수이다. 미용사였던 외할머니, 대학교수였던 어머니의 영향을 받아 예술가와 교육자의 길을 갔다. 여성주의를 담은 음악을 만들고 불렀다. 대학에서 문화와 젠더를 연구하고 문화기획자로도 활동했다.

## 생애
외할머니는 미용사였고 어머니 김미란은 독문학자로 숙명여자대학교 독어독문학과 교수로 재직했다. 1997년 여성밴드 ‘마고’의 멤버로 데뷔했고 2001년까지 지상파 음악 프로그램은 물론 대한민국 내외 영화제와 각종 문화행사에서 노래를 부르며 대중가수로서 활발하게 활동했다. 바쁜 생활에 지쳐 이후 3년 동안 휴식기를 가지며 페미니즘을 공부했다. 그 결과물은 2002년 6월에 나왔는데, 여성의 자위를 당당하고 건강하게 표현한 ‘마스터베이션’과 성추행하는 남성을 비난하는 내용이 담긴 ‘아저씨 싫어’ 등 솔직하고 대담한 음악으로 남성중심적인 사고의 틀을 깨며 주목받았고 큰 반향을 불러일으켰다.